# La Revanche de Jesse Lee
Pour les articles homonymes, voir Posse.
Pour plus de détails, voir Fiche technique et Distribution.
La Revanche de Jesse Lee (en anglais : Posse) est un film américain réalisé par Mario Van Peebles et sorti en 1993. Il s'agit d'un western révisionniste (ou anti-western) narrant l'histoire d'un groupe de soldats afro-américains et d'un soldat blanc ostracisé, qui sont tous trahis par un colonel corrompu, lors de la guerre hispano-américaine.
Le film présente une distribution d'ensemble avec notamment Mario Van Peebles et son père Melvin Van Peebles, Stephen Baldwin, Billy Zane, Tone Loc, Tiny Lister, Big Daddy Kane, Reginald VelJohnson, Blair Underwood et Isaac Hayes. C'est le premier produit par Gramercy Pictures.

## Synopsis
En 1992, dans le ghetto de Los Angeles, un vieil homme noir raconte à un enfant des rues une histoire vieille d'un siècle : la légende de Jessie Lee.... En 1898, des prisonniers Buffalo Soldiers du 10e régiment de cavalerie de l'armée américaine, dirigés par Jesse Lee, sont enrôlés pour combattre dans la guerre hispano-américaine à Cuba. Alors que l'unité afro-américaine peine à résister aux attaques constantes de l'ennemi, Jesse retourne au poste de commandement du colonel corrompu et raciste Graham, pour demander que la 10e cavalerie soit autorisée à se retirer. Le colonel Graham ordonne alors à Jesse de tirer sur un prisonnier blanc, en échange de cette autorisation. Mais Jesse est incapable de tuer un homme de sang-froid. Le colonel Graham tue alors le prisonnier et offre le commandement du 10e Jesse à Jimmy J. Teeters, dit « Little J », un autre prisonnier blanc. S'il refuse, Little J sera fusillé par le peloton d'exécution. Graham ordonne au 10e de se replier afin de commencer une autre mission. Les Buffalo Soldiers sont chargés d'une nouvelle mission durant laquelle ils abandonnent leur uniforme pour porter des vêtements civils. Ils reçoivent l'ordre de voler une cargaison d'or espagnole. Cela donne au colonel Graham  une excuse pour exécuter l'ensemble du 10e régiment en les faisant passer pour déserteurs. Mais ils ne vont pas se laisser faire.

## Fiche technique
Sauf indication contraire, les informations mentionnées dans cette section peuvent être confirmées par la base de données cinématographiques IMDb,  présente dans la section « Liens externes ».
- Titre original : Posse
- Titre français : La Revanche de Jesse Lee
- Réalisation : Mario Van Peebles
- Scénario : Sy Richardson et Dario Scardapane
- Musique : Michel Colombier
- Direction artistique : Kim Hix
- Décors : Catherine Hardwicke
- Costumes : Paul A. Simmons Jr.
- Photographie : Peter Menzies Jr.
- Montage : Mark Conte et Seth Flaum
- Production : Preston L. Holmes et Jim Steele

Producteurs délégués : Tim Bevan, Eric Fellner
- Sociétés de production : Working Title Films et PolyGram Filmed Entertainment
- Sociétés de distribution : Pan-Européenne (France), Gramercy Pictures (États-Unis), Cineplex Odeon Films (Canada)
- Budget : 10 millions de dollars
- Pays de production :  États-Unis
- Langue originale : anglais
- Format : couleur
- Genre : anti-western, guerre, drame
- Durée : 111 minutes
- Dates de sortie[1] :
  - États-Unis : 14 mai 1993
  - France : 21 juillet 1993
- Classification[2] :
  - États-Unis : R

## Distribution
- Mario Van Peebles : Jesse Lee
- Stephen Baldwin : Jimmy J. Teeters dit « Little J »
- Billy Zane : le colonel Graham
- Tone Loc (VF : Michel Vigné) : Angel
- Melvin Van Peebles : Joe "Papa Joe"
- Tiny Lister : Obobo
- Big Daddy Kane : « Father Time »
- Reginald VelJohnson : Preston
- Blair Underwood : Carver
- Isaac Hayes : Cable
- Charles Lane (en) : Weezie
- Robert Hooks : King David
- Richard Jordan : le shérif Bates
- Pam Grier : Phoebe
- Nipsey Russell : Snopes
- Paul Bartel : le maire Bigwood
- Salli Richardson : Lana
- Woody Strode : le vieux rarrateur
- Aaron Neville : le chanteur des chemins de fer
- Reginald Hudlin : le reporter #1
- Warrington Hudlin (en) : le reporter #2
- Richard Gant : Doubletree
- Richard Edson : l'adjoint Tom
- Stephen J. Cannell : Jimmy Love
- Scott Bray : The Fire Eater
- Vesta : Vera
- Faizon Love : John
- T. J. McClain : LA Slim

## Production
Le tournage a lieu en Arizona (Old Tucson Studios, Tucson, Florence, désert de Sonora, Sonoita, Sierrita Mountains, Tucson Mountains, Benson, ...) .

## Bande originale
La musique du film est composée par le Français Michel Colombier. L'album de la bande originale commercialisé par A&M Records contient également des chansons du film. Melvin Van Peebles, le père du réalisateur Mario Van Peebles, enregistre une nouvelle chanson, Cruel Jim Crow. Cela marque sa première composition de musique de film en 20 années, après son album de 1974 What the....You Mean I Can't Sing?! (en). Cela à la production de l'album, Ghetto Gothic (en), sorti en 1995.
Liste des titres
1. Intelligent Hoodlum - The Posse (Shoot 'Em Up)
2. Tone-Lōc - Posse Love
3. B.B.O.T.I. (Badd Boyz of The Industry) - One Night of Freedom
4. Melvin Van Peebles - Cruel Jim Crow (Posse Don't Play That)
5. Top Choice Clique - I Think To Myself
6. Michel Colombier - Jesse
7. Vesta - Tell Me
8. David + David - Free At Last
9. Salli Richardson - If I Knew You At All
10. Sounds of Blackness - Freemanville (Homecoming)
11. Vesta - Ride of Your Life
12. The Neville Brothers - Let That Hammer Fall

## Accueil
Jean Tulard écrit dans «Guide des films» édité par Robert Laffont  (ISBN 2-221-10453-6) : «Un western qui louche plus du côté de Leone que de Ford. Le résultat est honorable».
Aurélien Ferenczi écrit dans «Le guide du cinéma chez soi» édité par Télérama  (ISBN 2-914927-00-2) : «Le canevas est classique, mais le récit, efficace et ludique, est mené à un train d'enfer par une distribution que domine le cinéaste en personne. Lui et sa bande de rénégats au cœur plus ou moins grand forment une poignée de héros inhabituels et attachants».